# Хайнрих II (Хоя)
Вижте пояснителната страница за други личности с името Хайнрих II.
Хайнрих II фон Хоя (на немски: Heinrich II von Hoya, Heinrich mit dem Beile; * пр. 1235; † 25 януари 1290) е от 1235 до 1290 г. управляващ граф на Графство Хоя.

## Биография
Той е четвъртият син на граф Хайнрих I фон Хоя († 1235) и съпругата му Рихенза фон Вьолпе († 1227), дъщеря на граф Бернхард II фон Вьолпе.
След смъртта на баща му през 1235 г. той поема управлението на Графство Хоя. Бие се против епископите на Минден и разширява територията си на юг. Построява замъци в Либенау и Щайерберг.
Хайнрих е погребан в манастир Локум.

## Фамилия
Първи брак: с Хедвиг († пр. 1 август 1244). Те имат две дъщери:
- Рихца/Рихенза († 1270), омъжена за граф Йохан I фон Олденбург († 1270/1272)
- Ерменгард († сл. 6 юли 1278), омъжена на 11 април 1249 г. в Лион за граф Хайнрих V фон Олденбург-Бруххаузен († 1278)

Втори брак: сл. 1 август 1244 г. с Юта фон Равенсберг († 17 май 1282), дъщеря на граф Лудвиг фон Равенсберг († 1249) и Гертруда фон Липе († 1244), дъщеря на граф Херман II фон Липе. Те имат децата:
- Елизабет фон Хоя (* ок. 1264; † 1320), омъжена пр. 21 август 1293 г. за Хайнрих III/V фон Регенщайн († 1312)
- Герхард II фон Хоя († 18 октомври 1312/1313), от 1290 до 1313 г. граф на Хоя, умира бездетен, женен I. за Аделхайд († сл. 10 август 1292), II. сл. 10 август 1292 г. за принцеса Луитгарда фон Мекленбург († 1352)
- Хайнрих († 30 август 1302), домхер в Минден (1271 – 1288), домхер в Хилдесхайм (1282), домтезаурариус в Минден (1282 – 1302)
- Юта († сл. 1286), омъжена за Лудолф IV фон Щайнфурт († 1276)
- Ото II фон Хоя († 23 април-2 август 1324), от 1313 до 1324 г. граф на Хоя, женен на 25 януари 1323 в Авиньон за Ерменгард фон Холщайн († 1329)
- София († 24 февруари 1301), абатиса в Басум (1294 – 1300)
- Йохан I († 18 януари 1279)
- Херман († сл. 1258)